# Hannivka, Novoarhanhelsk
Hannivka (în ucraineană Ганнівка) este localitatea de reședință a comunei Hannivka din raionul Novoarhanhelsk, regiunea Kirovohrad, Ucraina.

## Demografie
Componența lingvistică a localității Hannivka
     Ucraineană (90,49%)
     Rusă (4,23%)
     Română (2,64%)
     Alte limbi (0,53%)
Conform recensământului din 2001, majoritatea populației localității Hannivka era vorbitoare de ucraineană (90,49%), existând în minoritate și vorbitori de rusă (4,23%), română (2,64%) și armeană (2,11%).